# NGC 5193
NGC 5193 est une galaxie elliptique située dans la constellation du Centaure. Sa vitesse par rapport au fond diffus cosmologique est de 3 988 ± 20 km/s, ce qui correspond à une distance de Hubble de 58,8 ± 4,1 Mpc (∼192 millions d'al). NGC 5193 a été découverte par l'astronome britannique John Herschel  en 1836.
À ce jour, 18 mesures non basées sur le décalage vers le rouge (redshift) donnent une distance de 42,011 ± 12,456 Mpc (∼137 millions d'al), ce qui est à l'intérieur des valeurs de la distance de Hubble. Notons que c'est avec la valeur moyenne des mesures indépendantes, lorsqu'elles existent, que la base de données NASA/IPAC calcule le diamètre d'une galaxie et qu'en conséquence le diamètre de NGC 5193 pourrait être d'environ 49,5 kpc (∼161 000 al) si on utilisait la distance de Hubble pour le calculer.

## Groupe d'IC 4296
Selon A. M. Garcia, NGC 5193 fait partie du groupe d'IC 4296. Ce groupe de galaxies compte au moins 15 membres, dont NGC 5114, NGC 5140, NGC 5215B, NGC 5215A, IC 4296 et IC 4299.